# Leonardo Carrero
Leonardo Carrero Contreras (El Vigía, Mérida, Venezuela, 1 de noviembre de 1992) es un modelo venezolano y ganador de concursos de belleza masculino. Leonardo fue Mister Supranational Venezuela 2019  y representó a Venezuela en el Mister Supranacional 2019 donde finalizó como 4.º finalista.

## Vida y carrera

### Primeros años
Carrero nació en El Vigía, Mérida. Obtuvo un título en Publicidad y Mercadeo, y es estudiante de Comunicación Social. Además de ello es entrenador físico.

## Concursos de belleza

### Mister Handsome Venezuela 2017
La primera incursión de Carrero en los concursos de belleza se dio al participar en el Mister Handsome Venezuela. En dicha oportunidad Leonardo representó al estado Trujillo, dicho título fue obtenido el 15 de julio de 2017 al participar en el Mister Handsome Los Andes 2017, representando al municipio Alberto Adriani.
La noche final del Mister Handsome Venezuela 2017 fue celebrada el 22 de diciembre de 2017 en el Caracas Club Theatre. Al final del evento, su antecesor, Eugenio Díaz, entregó la bufanda y el trofeo a Carrero como el nuevo Mister Handsome Venezuela.

### Mister Venezuela 2019
Posteriormente a ello, Leonardo participaría en el Mister Venezuela 2019, evento celebrado el 13 de abril de 2019 en los estudios de Venevisión en Caracas. En dicha edición a los candidatos les fueron asignados números en vez de bandas estadales, a Carrero le fue asignado el #13, compitiendo en dicha edición y finalizando como primer finalista, siendo el ganador Jorge Eduardo Núñez.

### Mister Supranational Venezuela 2019
El 22 de agosto de 2019, el presidente del recién creado concurso masculino, Mister Supranational Venezuela, Prince Julio César, designa a Leonardo como Mister Supranational Venezuela, dicha decisión se dio en conjunto con la realización de la primera edición de Miss Supranational Venezuela.
Siendo designado como Mister Supranational Venezuela, Carrero se convirtió en el representante venezolano al Mister Supranacional 2019.

### Mister Supranacional 2019
Carrero representó a Venezuela en el certamen Mister Supranacional 2019 el 9 de diciembre de 2019 en el Centro Internacional de Congresos de Katowice, en Katowice, Polonia, donde finalizó como 4.º finalista.

## Cronología
| Predecesor: Ennio Fafieanie | Mister Supranacional 4.º Finalista 2019 | Sucesor: TBA               |
| Predecesor: Jeudiel Condado | Mister Supranational Venezuela 2019     | Sucesor: William Badell    |
| Predecesor: Luis Marrero    | Mister Venezuela 1er Finalista 2019     | Sucesor: TBA               |
| Predecesor: Eugenio Díaz    | Mister Handsome Venezuela 2017          | Sucesor: Alejandro Viloria |